# Gare de l’Est (stacja metra)
Gare de l’Est – stacja linii 4, 5 i 7 metra w Paryżu, położona w 10. dzielnicy.
Jak wskazuje jej nazwa (z fr. Dworzec Wschodni), jest połączona z dworcem kolejowym Gare de l’Est.

## Stacja

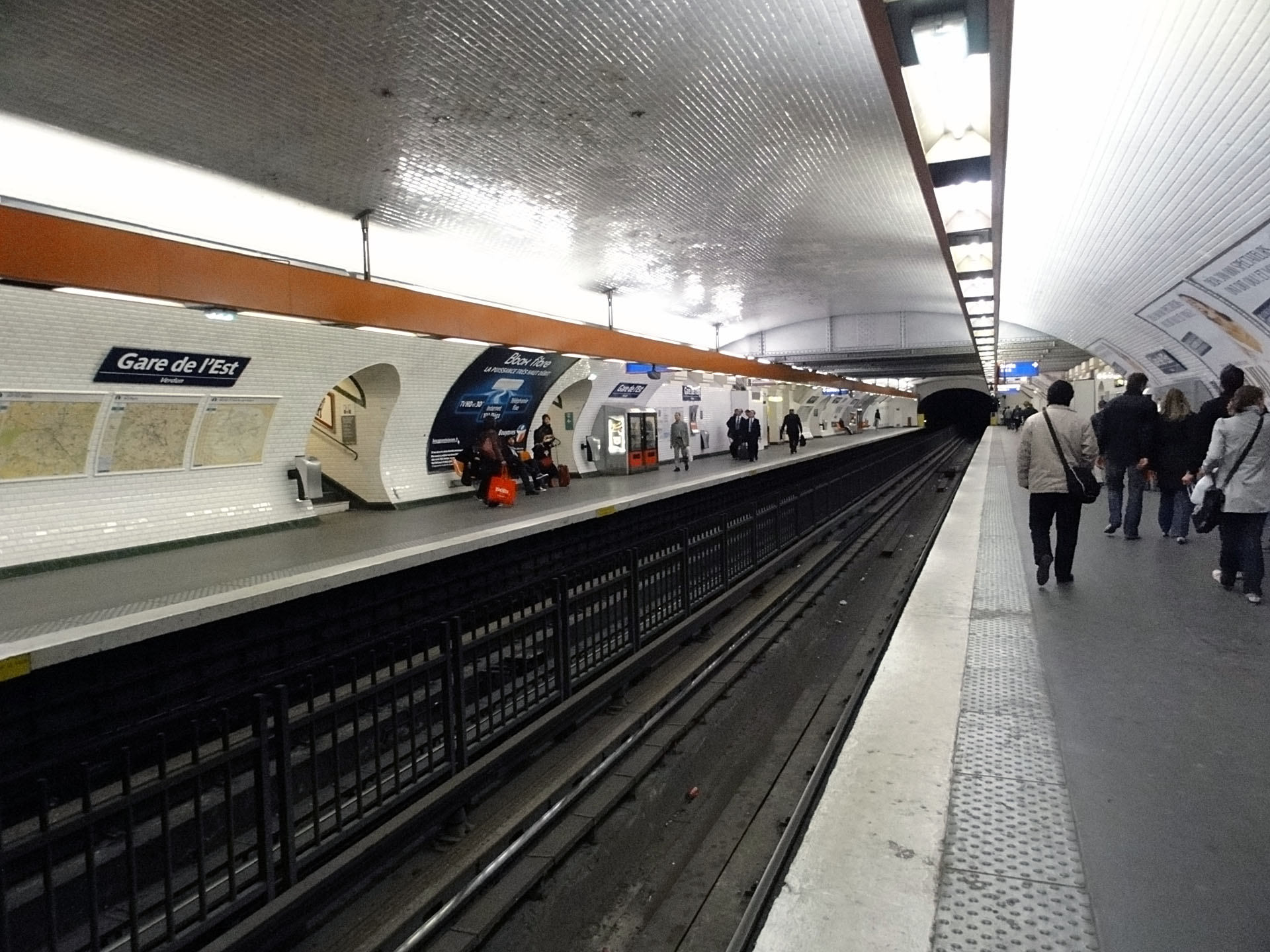
Perony linii 4.

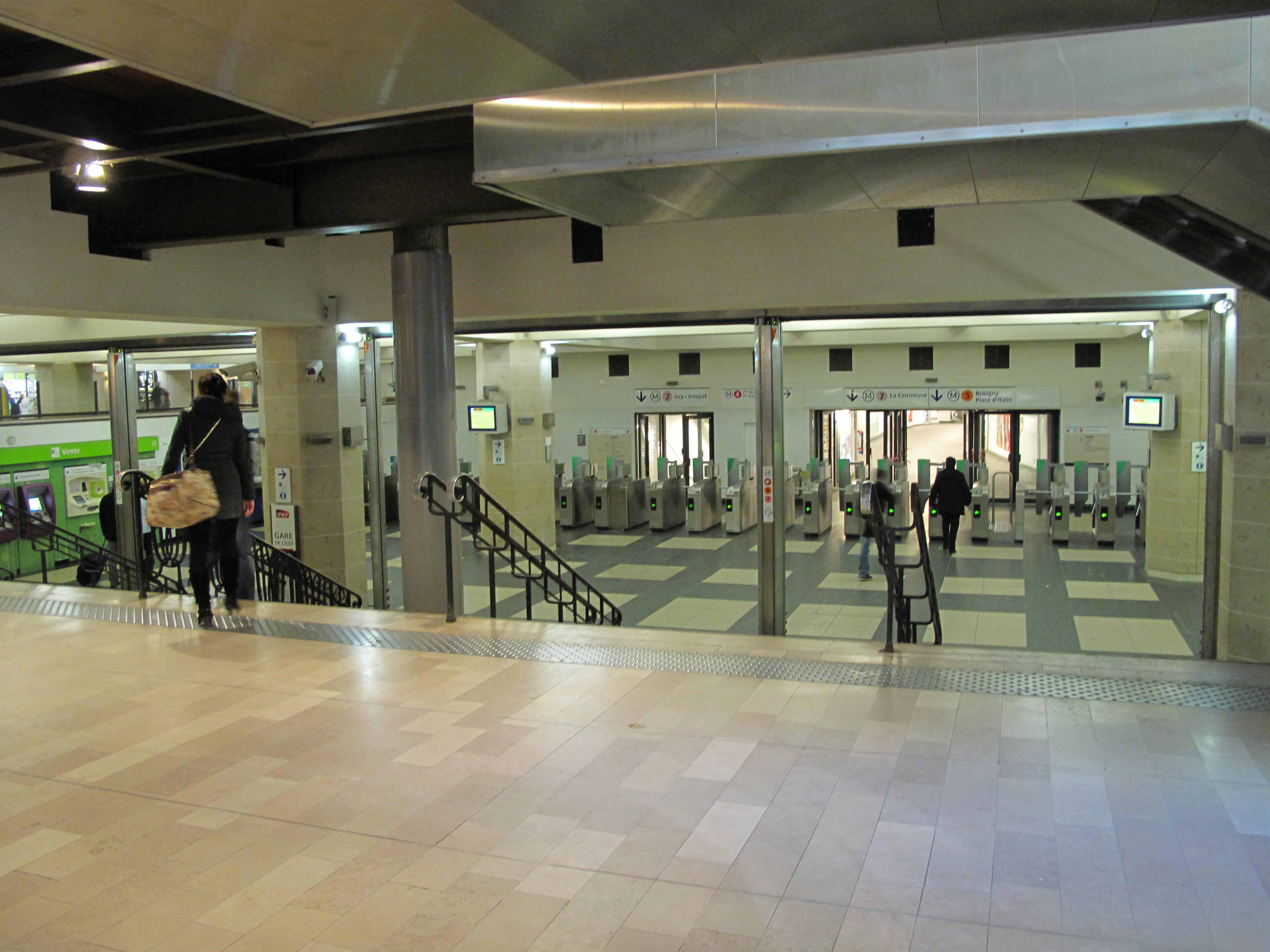
Antresola stacji z bramkami wejściowymi.

Stacja nosi nazwę odwołującą się dworca, pod którym została wybudowana. W systemie informacji pasażerskiej RATP nazwa stacji pojawia się z dopiskiem Verdun, pochodzącym od pobliskiej alei – Avenue de Verdun.
W 2009 była to 5. najpopularniejsza stacja w paryskim metrze, z 18,6 mln pasażerów rocznie.
Linie 5 i 7 zbiegają się w jednej hali stacyjnej o 4 torach i 3 peronach – dwóch bocznych i jednym centralnym, wspólnym dla linii 5 (w kierunku stacji Bobigny – Pablo Picasso) i 7 (w kierunku stacji La Courneuve – 8 Mai 1945), pomiędzy drugim a trzecim torem.
Hala stacji linii 4 posiada szczególną cechę – jej zaokrąglone sklepienie jest przerwane w centralnej części, ze względu na obecność ponad stacją torów dwóch pozostałych linii. Te właściwie przechodzą poprzecznym „mostem” nad stacją linii 4, co daje efekt płaskiego sklepienia.
W 1977 roku stacja przeszła remont w stylu zwanym „Motte”, wyróżniającym się pomarańczowymi kafelkami na końcach peronów. Była to jedna z 3 pierwszych stacji przebudowanych w tym stylu od 1974 roku (remont stacji Pont Neuf).

### Renowacja
Od września 2006 do czerwca 2007 roku kompleks Gare de l’Est, wraz ze stacją metra, przechodził generalny remont celem podniesienia standardu usług dla pasażerów TGV Est.
Na peronach linii 5 i 7 pomarańczowe kafelki i białą farbę zastąpiono tradycyjną, białą ceramiką. Wymieniono także lampy oraz siedzenia – na najnowszy model „smiley”. Krój pisma „Motte” na tablicach informacyjnych zastąpiła czcionka „Parisine”, aktualnie oficjalny krój używany przez RATP. Na stacji wymieniono także wszelkie oznakowanie.
Tymczasem na stacji linii 4 miało miejsce niewiele prac, jedynie na końcach peronów pomarańczowe kafelki zastąpiono białymi, a także zamalowano nacieki.

## Przesiadki
Stacja umożliwia przesiadki do pociągów regionalnych (Transilien) i dalekobieżnych odjeżdżających z Gare de l’Est oraz na autobusy dzienne RATP i nocne Noctilien.